# Wohnhaus Blum (München)

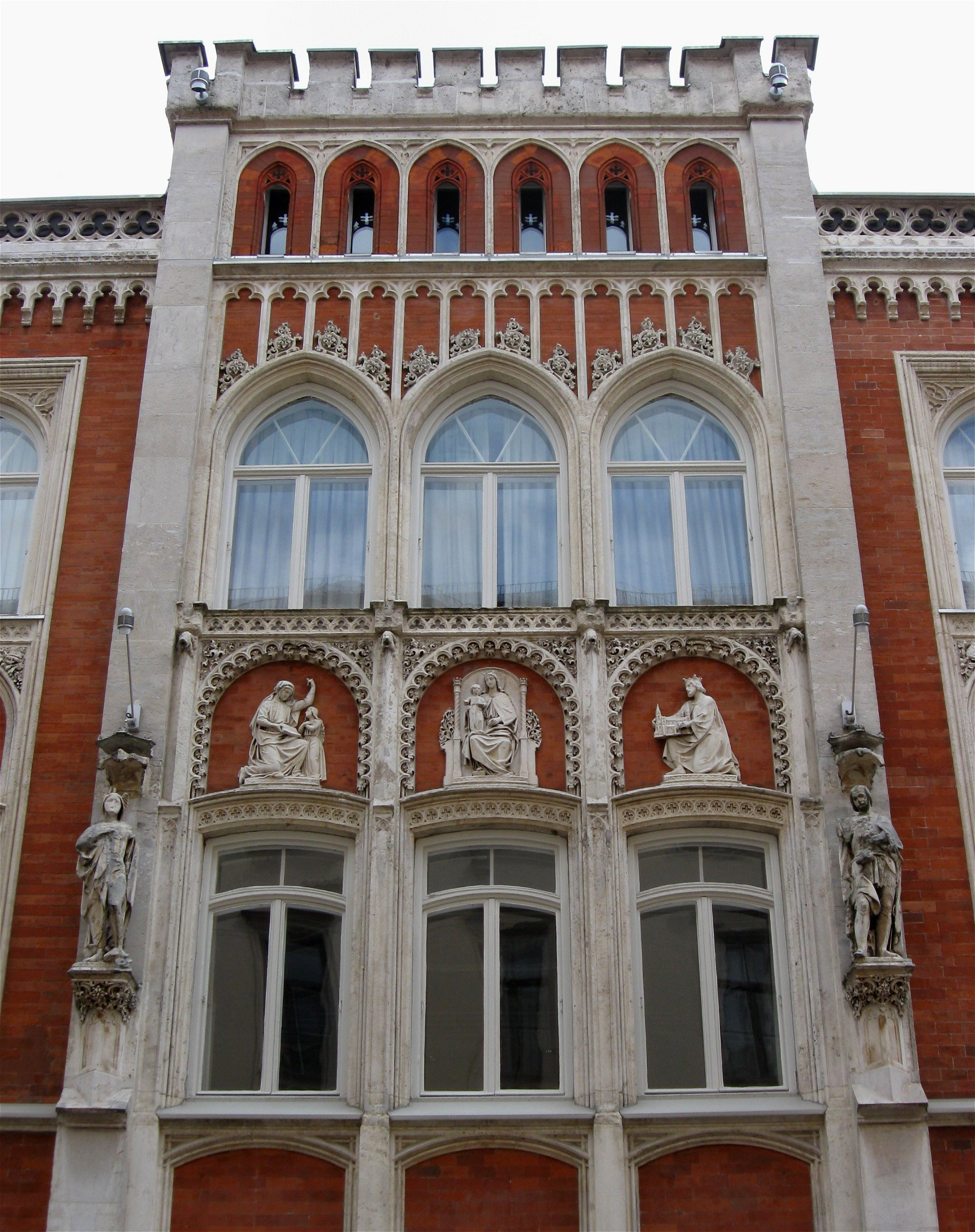

Das Wohnhaus Blum in der Stollbergstraße 18 (früher Kanalstraße 49) ist ein unter Denkmalschutz (Denkmalakten-Nr. D-1-62-000-6718) stehendes, im Jahr 1857 errichtetes Wohnhaus im Münchner Stadtbezirk Altstadt-Lehel, das «eine der schönsten Wohnhausfassaden im Maximilianstil bietet».

## Baugeschichte
Der Steinmetzmeister Heinrich Blum begann im Winter 1856/57 in der damaligen Münchner Kanalstraße, einer kleinen Nebenstraße der Maximilianstraße, mit dem ungenehmigten Bau eines Mehrfamilienhauses. Daraufhin wurde die sofortige Baueinstellung verfügt. Ein kurz darauf vorgelegter Eingabeplan wurde nicht genehmigt. Ein korrigierter Eingabeplan, den der Maurermeister Windwart und der Zimmermeister Peter Erlacher erarbeiteten, führte schließlich am 22. April 1857 zur Genehmigung. Noch im Sommer 1857 ließ der Bauherr einen Entwurf zur Abänderung der Fassade anfertigen, der am 28. August 1857 genehmigt wurde. Im Dezember 1857 wurde der Bau abgenommen. Das Haus, das nur geringe Kriegsschäden erlitt, wurde 1963 unter Denkmalschutz gestellt und von 1989 bis 1996 instand gesetzt.

## Bau
Das Haus in Traufstellung zur Straße ist ein dreigeschossiger Bau in der standardisierten Wohnhausarchitektur Münchens. Die bemerkenswerte Fassade ist dreigeteilt, kontrastiert mit hellem Werkstein und dem roten Ziegelmauerwerk der Wandfüllungen und orientiert sich an den Bauten der Maximilianstraße und dem kurz zuvor fertiggestellten, im Zweiten Weltkrieg zerstörten Wohnhaus Sepp (Schönfeldstraße 1a, heute Rheinbergerstraße 1a) von Matthias Berger. Im erhöhten, zinnenbekrönten Mittelrisalit mit drei Fensterachsen wie in den beiden Seitenrisaliten mit je zwei Fensterachsen vermischen sich Formen deutscher und englischer Gotik mit solchen des Tudorstils und mit Rechteckfenstern sowie mit für den Maximilianstil typischen floralen Ornamenten. Putten verkörpern die Jahreszeiten, daneben sind religiöse Szenen und Ritter dargestellt.